# Sankt Nikolai kyrka, Rijeka
Sankt Nikolai kyrka (kroatiska: Crkva Svetog Nikole, serbisk kyrilliska: Црква Светог Николе; latinska: Crkva Svetog Nikole) är en serbisk-ortodox kyrkobyggnad belägen i staden Rijeka, i Primorje-Gorski kotars län, i Kroatien.
Kyrkan är helgad åt Sankt Nikolaus och tillhör det serbisk-ortodoxa stiftet Gornji Karlovacs stift.

## Historik
Sankt Nikolai kyrka i Rijeka uppfördes år 1790 enligt ritningar av den lokala arkitekten Ignazio Hencke.
Kyrkans uppförande finansierades av den lilla men välbeställda serbiska kolonin bestående av 16 serbiska familjer som 1768 hade tagit sin tillflykt från Osmanska riket och bosatt sig i Fiume i dåvarande Habsburgska riket. De lokala myndigheterna motsatte sig uppförandet av en östortodox kyrka i stadens centrala delar.
Enligt lokal sägnen ska den dåvarande guvernören på serbernas förfrågan om att få uppföra en kyrka, stående vid Stadstornet och i vredesmod, ha kastat en sten i havet och sagt: "Bygg er kyrka här!". Serberna lät därefter uppföra kyrkan på mark som torrlagts och vunnits från havet.

## Kyrkan

### Exteriör
- Kyrkan är byggd i nyklassicistisk stil.

### Inventarier
- Inne i kyrkan finns flera ikoner från provinsen Vojvodina i Serbien och regionen Bosnien i Bosnien och Hercegovina.[2]

## Bilder

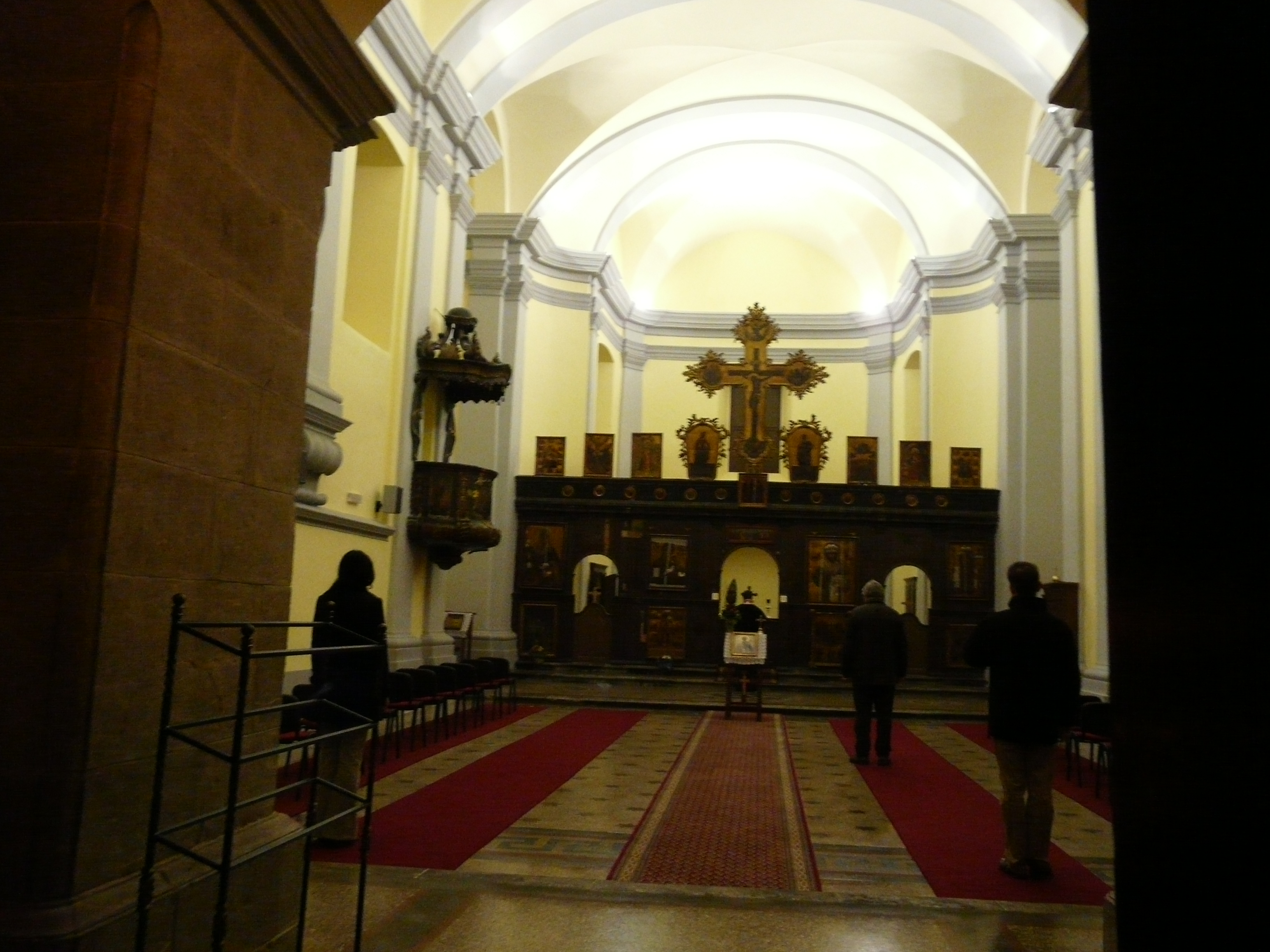
Katedralens interiör mot ikonostasen.